# ستيوارت هولمز
ستيوارت هولمز (بالإنجليزية: Stuart Holmes)‏ مواليد 10 مارس 1884 في شيكاغو - الوفاة 29 ديسمبر 1971 في هوليوود، الولايات المتحدة، هو ممثل أمريكي بدأ مسيرته الفنية سنة 1909. امتدت مسيرته الفنية لأكثر من 55 عاما.

## الأعمال
- بينرود وسام
- يانكي دودل داندي
- صورة دوريان جراي

## روابط خارجية
- ستيوارت هولمز على موقع IMDb (الإنجليزية)
- ستيوارت هولمز على موقع ألو سيني (الفرنسية)
- ستيوارت هولمز على موقع أول موفي (الإنجليزية)
- ستيوارت هولمز على موقع قاعدة بيانات الأفلام السويدية (السويدية)
- ستيوارت هولمز على موقع قاعدة بيانات الفيلم (الإنجليزية)
- ستيوارت هولمز على موقع كينوبويسك (الروسية)